# Theodor Kutzer
Theodor Kutzer (* 30. Januar 1864 in Amberg; † 26. Februar 1948 in Fürth) war ein deutscher Politiker. Er war Oberbürgermeister von Fürth und Mannheim.

## Leben

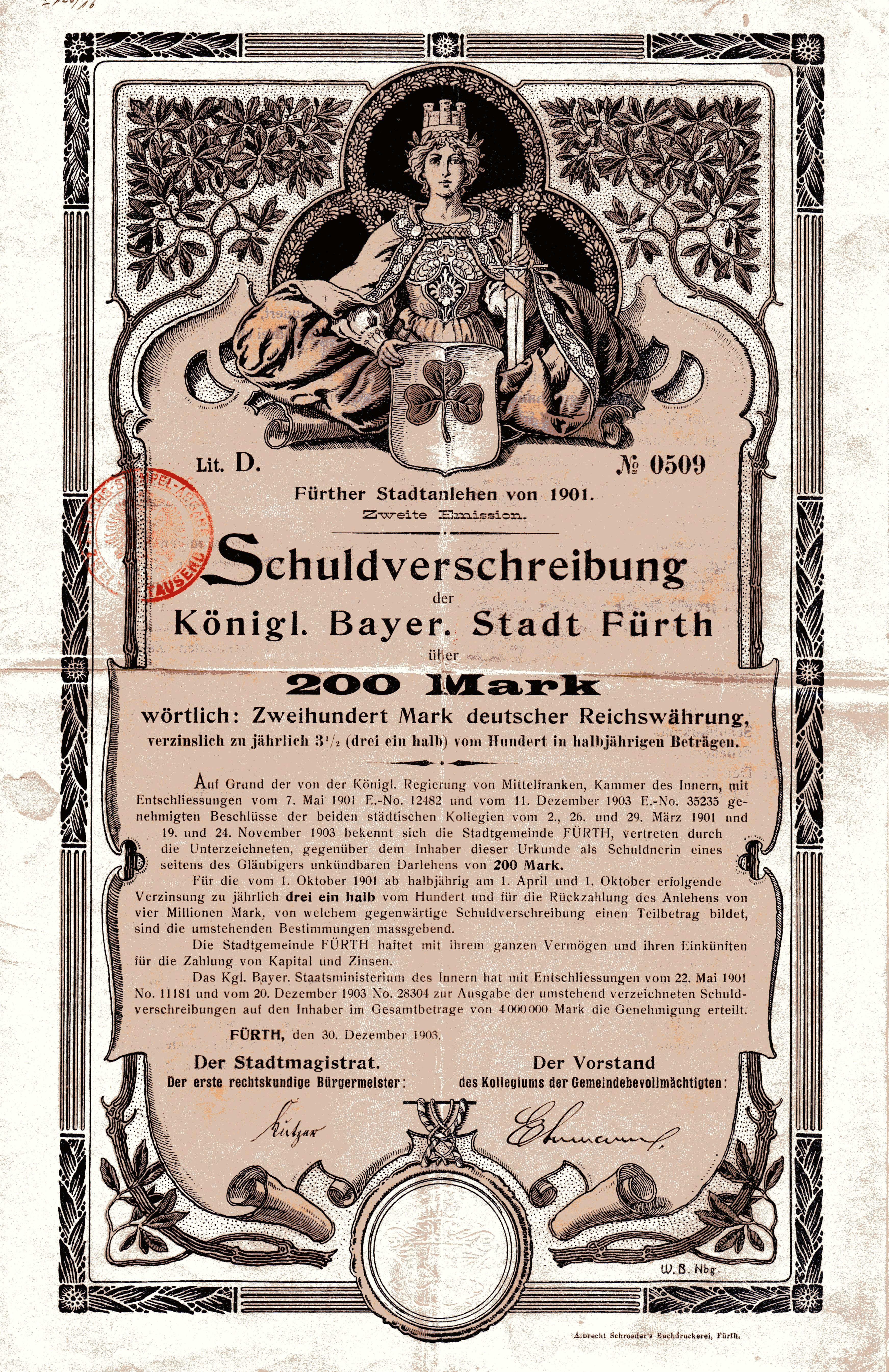
Schuldverschreibung der Stadt Fürth vom 30. Dezember 1903 mit Unterschrift des Bürgermeisters Kutzer

Nach dem Abitur 1882 am Landshuter Gymnasium studierte Kutzer mit einem Stipendium der Stiftung Maximilianeum Rechtswissenschaften in München. Während seines Studiums wurde er Mitglied des Akademischen Gesangvereins München. 1890 wurde er Rechtsassessor bei der Stadt München und 1892 rechtskundiger Magistratsrat. 1899 wurde er Beigeordneter in Düsseldorf, ehe er zwei Jahre später wieder nach Bayern zurückkehrte, nachdem er zum Ersten Bürgermeister der Stadt Fürth gewählt worden war. Ab 1908 trug Kutzer den Titel eines Oberbürgermeisters. Unter seiner Führung erlebte die Stadt einen großen Aufschwung. Ein Gas- und Elektrizitätswerk wurde gebaut, aber auch soziale Belange hatte er mit der Einrichtung eines Mütter- und Säuglingsheims, dem gemeinnützigen Wohnungsbau sowie einer Volksbildungsstätte mit Bibliothek im Blick.
Im Alter von fünfzig Jahren wechselte Kutzer nach Mannheim, wo er 1914 zum Oberbürgermeister gewählt wurde. Kurz darauf begann der Erste Weltkrieg, so dass die dringlichste Aufgabe zunächst die Versorgung der Bevölkerung mit Lebensmitteln und nach Kriegsende die Behebung der Wohnungsnot war. Wirtschaftlich geriet die Stadt durch die Abtretung von Elsaß-Lothringen und die französische Besetzung der Pfalz in Schwierigkeiten, weil Industrie und Hafen wichtige Teile ihres Hinterlandes verloren. Trotzdem konnten wichtige Infrastrukturprojekte wie das Herschelbad und das Klinikum verwirklicht werden. 1922 wurde Kutzer fast einstimmig wiedergewählt. Nun wurden mit Nationaltheater, Schlossmuseum, Museum für Natur- und Völkerkunde und Planetarium auch kulturelle Projekte stark gefördert.
Aus gesundheitlichen Gründen ging Kutzer 1928 in Pension. Seinen Ruhestand verbrachte er in München, später in Traunstein. Im Winter 1947/48 ging er nochmal nach Fürth, wo er kurz darauf verstarb.

## Werke
- Das bayrische Heimatrecht mit dem einschlägigen Rechte der Verehelichung und des Aufenthalts systematisch dargestellt. J. Schweitzer Verlag, München 1905, VIII, 610 Seiten (Digitalisat).

- Beiträge zur Frage der Vereinigung der Stadt Fürth mit Nürnberg. Nürnberg 1912.

- Steuer- und Lastenverteilung zwischen Staat und Gemeinde in 8 deutschen Ländern. Deutscher Kommunal-Verlag, Berlin-Friedenau 1929, 81 S. (Vereinsschriften // Verein für Kommunalwirtschaft und Kommunalpolitik; Heft 33)

- Das Dienstrecht der Bühnenmitglieder. Mit einer Beilage: Die Versorgungsanstalt deutscher Bühnen. Bensheimer, Mannheim, Berlin, Leipzig 1931, XV, 516 S.

## Ehrungen
Die Universität Erlangen verlieh Kutzer 1914 die Ehrendoktorwürde. Nach seinem Tod benannten die Städte Fürth und Mannheim  Straßen nach ihm. Darüber hinaus trägt der Kutzerweiher im Mannheimer Luisenpark seinen Namen.